# William Stuart (1798-1874)
William Stuart (31 octobre 1798 - 7 juillet 1874) est un homme politique conservateur britannique.

## Biographie
Il est le fils de Mgr William Stuart, archevêque d'Armagh, quatrième fils du premier ministre John Stuart (3e comte de Bute). Sa mère Sophia Margaret Juliana, est la fille de Thomas Penn, de Stoke Poges, Buckinghamshire. Stuart est député d'Armagh City de 1820 à 1826 et est réélu au Parlement en tant que l'un des deux représentants du Bedfordshire en 1830, poste qu'il occupe jusqu'en 1831 et de 1832 à 1835. Il est aussi un sous-lieutenant. Il réside à Tempsford Hall, dans le Bedfordshire, et à Aldenham Abbey, dans le Hertfordshire.
Il épouse Henrietta Mariah Sarah, fille de l'amiral Charles Pole, 1er baronnet. Ils ont plusieurs enfants, dont William Stuart (1825-1893). Après sa mort en 1853, il épouse Georgiana, fille du général Frederick Nathaniel Walker, en 1854. Ils n'ont pas d'enfants. Il décède en juillet 1874, à l'âge de 75 ans. Sa seconde épouse se remarie plus tard et décède en septembre 1903.